# تاکی سکی‌آن
تاکی سکی‌آن (به ژاپنی: 武井夕庵); تولد نامشخص – مرگ نامشخص) سامورایی و از ملازمان اودا نوبوناگا اهل ژاپن بود.